# Mimi Gamal
Mimi Gamal, pseudonimo di Amina Mustafa Gamal (13 febbraio 1941), è un'attrice egiziana poliedrica. Ha interpretato oltre 480 ruoli in film, serie televisive e opere teatrali..

## Biografia
Mary Nizar Julian (nome armeno di Mimi) è nata nel distretto di Shoubra al Cairo, da madre greco-armena e padre egiziano. Parente delle tre famose attrici Fairouz, Nelly e Lebleba, si è sposata con Hassan Mostapha, come lei un attore egiziano, il mese di giugno 1966, e sono nate ben due figlie dalla loro unione. Mostapha è morto il 15 maggio 2015.

## Carriera
Ha iniziato la sua carriera come attrice fin da bambina con Stronger Than Love (أقوى من الحب , Akwa mn al-Hobb). Ha in seguito preso parte in ruoli maggiori in un grande numero di film, oltre che a varie serie televisive egiziane, tra cui Al Haj Metwalli's Family (عائلة الحاج متولي, Aellet al Haj Metwalli), Al Batiniyyah (الباطنية) e Abdel Azeez Street (شارع عبد العزيز, Share'a Abdel Azeez). Ha anche avuto ruoli significativi in un gran numero di produzioni teatrali, come i famosi Number 2 Wins (نمرة 2 يكسب, Nmra Itnen Yksab) e Nest of Fools (عش المجانين, Esh al-Majaneen).